# Jindřich Dvorský z Helfenburka
Jindřich Dvorský z Helfenburka (latinsky Henricius Curius ab Helfenburg) (2. března 1505 Dvůr Králové nad Labem - 15. září 1582 Praha) byl český kališnický, později katolický kněz a rektor Univerzity Karlovy.

## Rektor univerzity
Byl mistrem na Artistické fakultě, zvané Fakulta svobodných umění, od 19. století přetvořená na Filozofickou fakultu Univerzity Karlovy. V letech 1530–1534 vyučoval na Univerzitě Karlově, kde se v letech 1542–1544 stal rektorem. Od roku 1539 zasedal jako přísedící na Dolní konzistoři (kališnické) u kostela Matky Boží před Týnem na Staroměstském náměstí. V roce 1546 byl zvolen opatem kláštera na Slovanech, kde působil do roku 1572. Zároveň byl děkanem u kostela svatého Apolináře na Novém Městě pražském.

## Administrátor konzistoře
V roce 1572 se vrátil do katolické církve. Císař a král Maxmilián II. Habsburský ho v roce 1571 jmenoval administrátorem Dolní konzistoře. Tuto funkci vykonával do roku 1581. Jako rektor univerzity měl být pohřben v kapli Božího Těla na Karlově náměstí, ale byl uložen v kostele kláštera na Slovanech (Emauzy) v Praze.